# Диэтилкарбонат
Диэтилкарбонат — органическое вещество, сложный эфир угольной кислоты и этанола. В органическом синтезе используется преимущественно как электрофильный реагент для введения этоксикарбонильной группы в соединения.

## Строение и физические свойства
Диэтилкарбонат представляет собой бесцветную жидкость. Он смешивается со спиртами, сложными эфирами, простыми эфирами. Нерастворим в воде.

## Химические свойства и применение
Диэтилкарбонат применяется в органическом синтезе как электрофильный реагент для введения этоксикарбонильной группы. Енолят-ионы, с которыми он реагирует, принято генерировать добавлением к соединениям с подвижным протоном таких оснований, как гидрид натрия (иногда в смеси с гидридом калия), алкоголяты, диизопропиламид лития. Последнее из перечисленных оснований является особенно подходящим, поскольку оно превращает субстрат в енолят-ион нацело и исчезает вероятность протекания реакции енолят-иона с оставшимся субстратом.
Так, кетоны можно превратить в β-кетоэфиры, а затем — при повторном этоксикарбонилировании — в малонаты. Также подобной реакции подвергаются арил- и алкилцианиды, нитросоединения и изонитрилы. Этоксикарбонилировать можно и карбоновые кислоты: в этом случае образуются моноэфиры малоновых кислот, а использовать необходимо два эквивалента основания. Диэтилкарбонат вступает во взаимодействие с реактивами Гриньяра, образуя сложные эфиры. 
Также в реакцию этоксикарбонилирования с участием диэтилкарбоната вступают анионы, полученные прямым металлированием ароматических соединений. Амины и гидразины вступают в реакцию с диэтилкарбонатом, давая соответствующие карбаматы и карбазаты.
В некоторых описанных примерах диэтилкарбонат выступает как двухвалентный реагент и взаимодействует с двумя эквивалентами литийорганического реагента, давая симметричный кетон.